# Kang-hszi kínai császár
Kang-hszi (Kangxi) császár (Peking, 1654. május 4. – Old Summer Palace, 1722. december 20.) a mandzsu eredetű Csing (Qing)-dinasztia második császára, a kínai történelem leghosszabb ideig, több mint 61 évig regnáló uralkodója. Ő volt az első azon három nagy formátumú mandzsu császár közül, akik több mint egy évszázadra belső békét és fellendülést teremtettek Kínának.

## Származása és trónra kerülése
Sun-cse (Shunzhi) császár és Hsziao-kang-csang (Xiaokangzhang) császárné fia a fiatalon, himlőben elhunyt apját követően mindössze nyolcévesen lett kiválasztva a következő császárnak. Uralkodása első hat esztendejében a régenstanács gyakorolta a hatalmat helyette, de tizennégy évesen megbuktatta a fő régenst, Obojt és saját kezébe vette a birodalom irányítását.

## Uralkodása, politikája
1673-ban három nagy hatalmú tábornok kirobbantotta a „három hűbéres herceg lázadása” néven ismertté vált felkelést. Az ekkor tizennyolc éves Kang-hszi (Kangxi) személyesen vállalt felelősséget a konfliktus megoldására. A felkelők ellenőrzésük alá vonták a birodalom déli és nyugati területeit, és csak nyolc éven át tartó háborúskodást követően sikerült leverni a lázadást.
Ezt követően a császár tudatos megbékélési politikába kezdett. Szakított azzal a gyakorlattal, amit mandzsu elődei folytattak, miszerint az általuk meghódított területeken a kínaiakat szinte rabszolgasorba kényszerítették. Kang-hszi (Kangxi) enyhített a mandzsu elnyomáson: megtiltotta újabb földek kisajátítását, enyhített az adókon. Intézkedéseinek köszönhetően fellendült a mezőgazdaság, a kincstár stabilizálódott. A hivatalnokok járandóságának emelésével csökkenteni tudta a korrupciót.
Kang-hszi (Kangxi) visszaállította Kína hagyományos dominanciáját Közép-Ázsia és Tibet fölött. 1689-ben sikerült megállítania az oroszok terjeszkedését az Amur völgyében (a mai Hejlungcsinag (Heilongjiang) tartományban). 1690-ben a császár személyesen vezetett hadjáratot egy törzsi vezér, Galdan dzsungár kán ellen, aki azt tervezte, hogy egy nomád birodalmat hoz létre Közép-Ázsiában. 1720-ban sikeres hadjáratot indított Tibet ellen, és ezzel biztosította Kína északi és nyugati határainak biztonságát.

## Kulturális tevékenysége
Kang-hszi (Kangxi) céljául tűzte ki a kínai tudós középosztály megbékéltetését is. Ő maga rajongott a kínai irodalomért, személyesen rendelte el az előző dinasztia, a Ming-dinasztia hivatalos történeti művének összeállítását. Ezenkívül több szótár (például a Kang-hszi ce-tien), enciklopédia és antológia összeállítása is az ő nevéhez köthető. Ezek a munkák több ezer írástudónak, tudósnak biztosítottak megélhetést a Tiltott Városban.
Élénken érdeklődött az udvarban élő jezsuiták tudományos és zenei ismeretei iránt. A keresztény misszionáriusokat csillagászként, orvosként építészként, festőként vagy térképészként foglalkoztatta. Maga buzgó buddhista volt, ám mindemellett lelkesen propagálta a neokonfuciánus erkölcsi tanításokat. Az általa kiadott Tizenhat erkölcsi alapelv (Seng-jü si-liu tiao (Shengyu shiliu tiao) 聖諭十六條) szövegét minden hónapban kétszer fel kellett olvasni a birodalom minden településén. A legfontosabb alattvalói erénynek az engedelmességet tartotta.

## Utódlása, halála

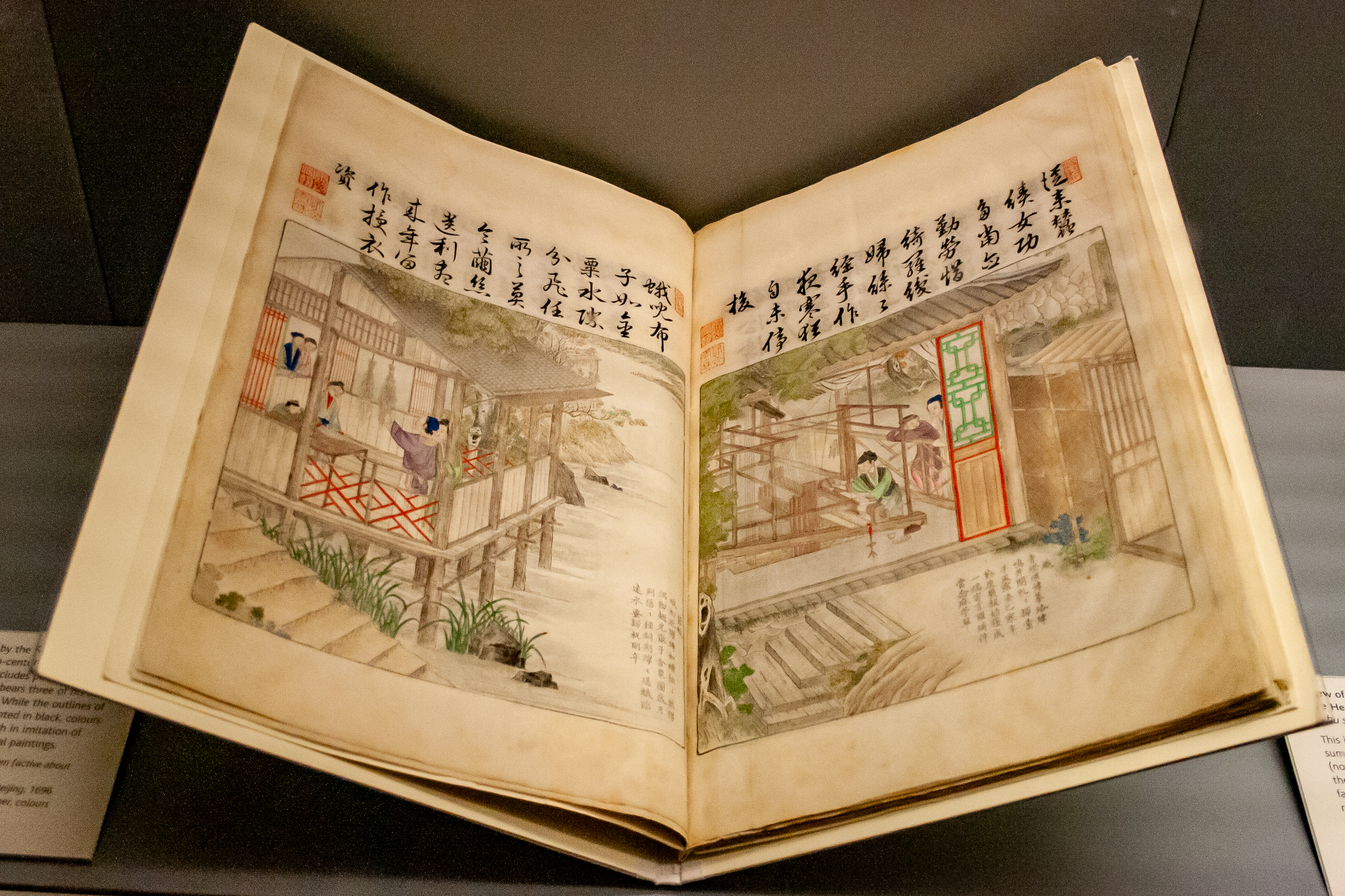
Hivatalos császári kiadvány a mezőgazdaságról és a selyemhernyótenyésztésről a császár verseivel és pecsétjeivel

Kang-hszi (Kangxi) fő felesége Hsziao-cseng-zsen (Xiaochengren) (孝誠仁) császárné (1653–1674) volt, aki azonban húszesztendős korában, röviddel azután, hogy első fiuknak, Jing-zseng (Yingreng)nek (胤礽; 1674–1725) életet adott, elhunyt. A trónörökös azonban féktelen és mentálisan instabil fiatalemberré vált, és a fiatal fiúkkal folytatott kalandjai mélységesen felháborították a császárt. Amikor a trónörökös belekeveredett egy összeesküvésbe, végleg megvonták címétől, a barátait pedig kivégezték.     
Kang-hszi (Kangxi) élete végéig nem volt hajlandó másik utódot megnevezni. Az 1722. december 20-án bekövetkezett halála után negyedik fia, Jin-csen (Yinzhen) (胤禛) azt állította, hogy apja őt szánta örökösének, így aztán december 27-én Jong-cseng (Yongzheng) császár néven trónra lépett és megkezdte a haláláig, majd tizenhárom éven át tartó uralkodását.